# Roberto García Martínez
Roberto García Martínez fue un jurista y laboralista que nació en Murcia, España el 15 de noviembre de 1929 y falleció en Buenos Aires, Argentina donde residió desde corta edad, el 18 de julio de 2004

## Sus padres
Sus padres fueron Concepción Tejero y Francisco García Martínez. Este último, también nacido en Murcia, había sido llevado a los 13 años a la Argentina por su madre luego que quedara huérfano de padre. Mientras trabajaba en un comercio Francisco García Martínez reanudó sus estudios, se recibió de abogado y comenzó a ejercer su profesión. Luego dejó el Estudio para viajar a España donde vivió dos años y en el ínterin nació su hijo Roberto. En 1930 retornó a Argentina pero en 1933 vuelve a Murcia, para finalmente regresar a Argentina en 1936. Francisco García Martínez ejerció desde entonces su profesión y fue autor de importantes libros de Derecho laboral y relativos a concursos y quiebras.

## Su carrera profesional
Roberto García Martínez hizo sus estudios secundarios en la Escuela Modelo, la misma a la que había concurrido su padre de noche, y luego estudió abogacía en la Universidad de Buenos Aires, de donde egresó como abogado en 1954.
Ejerció la profesión, fue asesor de sindicatos, profesor en las universidades de Belgrano, La Plata y Buenos Aires, y tuvo a su cargo la Dirección de asuntos jurídicos del Ministerio de Trabajo (1987/88) y la Subsecretaría de Educación de la Nación (1989). Participó, de numerosos congresos, nacionales e internacionales (Italia, Alemania, Brasil, Uruguay, Venezuela); en 1984 fue premiado por la filial venezolana de la Asociación Iberoamericana de Derecho del Trabajo. 
Fue vicepresidente de la Asociación Argentina de Derecho del Trabajo y de la Seguridad Social y de la Asociación de Abogados de Buenos Aires, integró el Comité Consultivo Honorario de la Asociación de Abogados Laboralistas; presidió la Comisión de Derecho del Trabajo del Colegio Público de Abogados de la Capital Federal y fue socio de mérito de las Universidades de Murcia, Madrid, Valencia, Zaragoza y Sevilla, integrando las Asociaciones Iberoamericana y Murciana de la especialidad; 
Falleció en Buenos Aires, Argentina el 18 de julio de 2004.

## Obras
Además de más de trescientos artículos en revistas de la especialidad jurídica, así como sobre el arte, la historia y la literatura, escribió:
- Régimen jurídico de los viajantes de comercio, en colaboración con su padre y con Julio Argentino, su hermano (1958)
- La reforma de la legislación argentina de quiebras (en colaboración con su padre) (1960)
- Concursos y quiebras (en colaboración con Juan Carlos Fernández Madrid) (1976)
- Derecho concursal (1996)
- Derecho del Trabajo y de la Seguridad Social (1998)